# Potentilla rubella
Potentilla rubella är en rosväxtart som beskrevs av Sorensen. Potentilla rubella ingår i Fingerörtssläktet som ingår i familjen rosväxter. Utöver nominatformen finns också underarten P. r. rubelloides.